# Elatostema subvillosum
Elatostema subvillosum är en nässelväxtart som beskrevs av H. Schröter. Elatostema subvillosum ingår i släktet Elatostema och familjen nässelväxter. Inga underarter finns listade i Catalogue of Life.